# 議員連盟
議員連盟（ぎいんれんめい、英: all-party parliamentary group）とは、議員がなんらかの目的をもって結成する会の総称である。略して議連ともいう。

## 概要
議連はなんらかの目的を持って組織されるが、その目的は政治目的に限られない。参加資格は選挙によって選ばれた議会の一員であることが最低要件で（例外として新憲法制定議員同盟の会長は元衆議院議員の中曽根康弘である）、基本的に一般の有権者は参加できない。議連の内容・趣旨によってはより厳格な参加要件が設けられることもあるが、議連が催す行事そのものには一般開放する議連も多い。近年は単なる一般参画だけでなく市民社会（NPO法人・NGO等）による参画を奨励する傾向にある。
さらにこうした市民社会の参画の広がりから、議連同士で国境を越えて連帯し組織を形成する場合がある。これを「国際議連」（international parliamentary groupあるいはparliamentary league）といい、各国の議連から議員が直接参加して組織を形成する運営形態をとる。代表的な例として、1978年にアメリカ合衆国で発足したPGA（地球規模問題に取組む国際議員連盟）がある。また、当然ながら「A国・B国友好議員連盟」の場合は、A国議会の議連とB国議会の議連との間で交流が行われていることが多い。

## 組織
議連の運営は各議員自身が役割を分担して行う。一般的な議連は以下の組織体系を持ち、党内議連の場合は党内の有力者が、超党派議連の場合は各党からの有力者が役員の職を担う。
- 顧問（Advisor）
- 会長（President）
- 会長代行（Acting President）
- 副会長（Vice President）
- 幹事長（Chief Secretary）
- 幹事（Secretary）
- 事務局長 (Secretary-General）
- 事務局次長（Deputy Secretary-General）
- 事務局（Secretariat）
- 事務員（Staff）

## 日本の議員連盟
日本における議員連盟は、政策関連のもの、政治課題に対応するためのもの、業界団体の連帯推進のためのもの、趣味・愛好のためなど、様々な目的をもって結成される。政党メンバーのみが参加できるもの、超党派で参加できるものなど、形態も様々に異なる。

### 名称
○○議員連盟という名称で呼ばれることが多いが、以下のような名称も存在する。
- ○○懇話会
- ○○の国会議員の会
- ○○研究会

### 目的
- 政策推進のための連盟: 郵政事業懇話会など
- 政治課題のための連盟: 北海道新幹線建設促進議員連盟など
- 業界連帯のための連盟: 浄化槽対策議員連盟、自動車議員連盟など
- 趣味推進のための連盟: ワイン愛好議員連盟、国会アマチュア無線クラブなど

### 実情
通常議員はかなり多くの議員連盟を掛け持ちしており、現実的には付き合いで加入していたり、名前を貸しているだけの場合も多い。また、政党内の議員のみで結成される場合（政策的議員連盟に多い）もあれば超党派で結成される場合（趣味的議員連盟に多い）がある。ただ、日本・○○国議員連盟などの諸外国との議連、安全保障などの分野議連に関しては、ODAや産業の利権に深く食い込んでおり、是正が必要であるとの意見も根強い。